# Czirjék Mihály
Sepsizoltáni Czirjék Mihály (Szárazberek, 1753 (?) – Cegléd, 1797. március 14.) magyar királyi testőr, író.

## Élete
Középiskoláit a sárospataki református kollégiumban végezte, azután katona lett. 1755-ben megyéje ajánlatára a magyar nemes testőrök közé lépett. A török háborúban  bátorságáért 1788 májusában főhadnagy lett. 1796 júliusában mint kapitány a stolhoffeni és steinbachi ütközetekben sebet kapott. 
Mint testőr ismerkedett meg Bessenyei Györggyel és Báróczi Sándorral, kik az irodalomra buzdították.
A Nemzeti Galériában van az a festmény, amit Szathmári Király Pál (1726–1807) készített róla.

## Munkái
- Érzékeny levelek, francziából ford. Bécs, 1785. (Collardeau és Dorat heroidjei, melyekben Heloiz és Abelard öntik ki egymásnak sziveiket; azután Blin de Sainmoretól Valičre herczegné levelei XIV. Lajoshoz és ismét Dorattól Bernardének Trumanhoz irt levele.)
- Versek Fábris halálára. Szeben, 1789.

Levele Kazinczy Ferenczhez 1784. jan. 20. Bécsből. (Uj M. Múzeum 1853. I. 501. l. és Kazinczy Levelezése I.)
Olajfestésű arcképét sepsizoltáni Czirjék Mihály 1873-ban a Magyar Tudományos Akadémiának ajándékozta.